# Chlum (Kožlanská plošina)
Tento Chlum  je vrchol dosahující 412 m n. m. se nachází na Kožlanské plošině v katastrálním území Chrást, okres Plzeň-město).
Vrchol leží mezi vesnicemi Dýšina, Chrást a městem Plzeň, na jeho úbočí je vedena silnice II/233 Plzeň-Rakovník. Vrchol kopce je zalesněn a nalézá se na něm opuštěný kamenolom. V těsném sousedství vrcholu leží vysokonapěťová rozvodna Chrást.
další Chlumy v okolí
V Kralovické pahorkatině se nachází ještě jeden Chlum, a to
- Chlum (Radnická vrchovina) (429 m) – jihozápadně od vsi Kříše, části obce Břasy v okrese Rokycany vzdálený od tohoto Chlumu 6,3 km vzdušnou čarou.

Poměrně nedaleko se nacházejí ještě další kopce tohoto názvu, a to:
- Chlum (Rokycanská pahorkatina) (416 m) – vrch s rozhlednou v krajském městě Plzeň (3,6 km vzdušnou čarou)
- Chlum (Štěnovická vrchovina) (365 m) – vrch severně od městské části Litice (11,7 km vzdušnou čarou)
- Chlum (Radečská vrchovina) (561 m) – vrch severovýchodně od obce Volduchy v okrese Rokycany (12,4 km vzdušnou čarou)